# Jacob Bronowski
Jacob Bronowski (Łódź, 18 januari 1908 - East Hampton (New York), 22 augustus 1974) was een Britse dichter, wiskundige, wetenschapshistoricus en tv-presentator van Joods-Poolse afkomst.
Hij was de presentator van de BBC televisie- documentaireserie The Ascent of Man (De wording van de mens) die werd uitgezonden in 1973, een jaar voor Bronowski's overlijden.

## Leven
Bronowski werd geboren in Łódź maar kwam in 1920 via Duitsland in Groot-Brittannië terecht. Hij studeerde wiskunde aan de Universiteit van Cambridge en promoveerde daar in 1933 op een onderwerp van algebraïsche meetkunde. Na de atoombom op Hiroshima richtte hij zijn aandacht op de biologie om geweld beter te kunnen begrijpen. Ook is hij als dichter actief geweest.

## The Ascent of Man
In deze populair-wetenschappelijke tv-serie (1973), geïnitieerd door David Attenborough, en het bijbehorende boek besprak hij de ontwikkeling van de cultuur van de vroege steentijd tot op heden. De nadruk lag op het ontstaan van de landbouw, de ontdekking van brons, de rol van het vuur, het wiel, tot aan de evolutietheorie, de ontdekking van de subatomaire structuur van de materie en de relativiteitstheorie. Bronowski verkeerde in de gelukkige positie dat hij vele mensen persoonlijk kende die de wetenschap van de twintigste eeuw vorm gaven. Zijn invalshoek en presentatie maakten van de serie een groot succes en gaven hem als presentator in Engeland en daarbuiten grote bekendheid. De serie werd in de jaren 70 ook op de Nederlandse televisie uitgezonden. The ascent of man inspireerde Carl Sagan tot zijn televisieserie Cosmos (1980) die eveneens over de wording van de westerse cultuur ging.
Zijn typische stijl van presenteren zorgde ervoor dat hij vermeld wordt in een aflevering van Monty Python's Flying Circus, en een keer geparodieerd werd door Van Kooten & De Bie.